# Wahlkreis Viterbo (Camera dei deputati)
Der Wahlkreis Viterbo war von 1993 bis 2005 und ist seit 2017 wieder ein Wahlkreis (italienisch collegio elettorale) für die Wahl der Abgeordnetenkammer.

## Von 1993 bis 2005

### Wahlkreisgebiet
Der Wahlkreis umfasste 21 Gemeinden: Bassano in Teverina, Bomarzo, Calcata, Canepina, Caprarola, Carbognano, Castel Sant’Elia, Civita Castellana, Corchiano, Fabrica di Roma, Faleria, Gallese, Nepi, Orte, Ronciglione, Soriano nel Cimino, Vallerano, Vasanello, Vignanello, Viterbo und Vitorchiano.

### Wahlergebnisse

#### Parlamentswahl 1994

##### Direktstimmen
| Kandidaten               | Kandidaten                      | Parteien                                          | Stimmen | %    |
| ------------------------ | ------------------------------- | ------------------------------------------------- | ------- | ---- |
|                          | Nicola Parentigewählt           | Polo del Buon Governo (FI – AN – CCD – UdC – PLD) | 48.675  | 46,7 |
|                          | Antonio Capaldi                 | Progressisti                                      | 37.319  | 35,8 |
|                          | Gian Tommaso Scarascia Mugnozza | Patto per l’Italia                                | 14.459  | 13,9 |
|                          | Francesco Grattarola            | Lista Marco Pannella – Riformatori                | 3.823   | 3,7  |
| Gesamt                   | Gesamt                          | Gesamt                                            | 104.276 | 100  |
|                          |                                 |                                                   |         |      |
| Ungültige Stimmen        | Ungültige Stimmen               | Ungültige Stimmen                                 | 8.562   | 7,6  |
| Wähler                   | Wähler                          | Wähler                                            | 112.838 | 92,8 |
| Wahlberechtigte          | Wahlberechtigte                 | Wahlberechtigte                                   | 121.559 |      |
|                          |                                 |                                                   |         |      |
| Quelle: Innenministerium |                                 |                                                   |         |      |

##### Listenstimmen
| Parteien                             | Parteien                        | Parteien                           | Stimmen | %    |
| ------------------------------------ | ------------------------------- | ---------------------------------- | ------- | ---- |
|                                      | Polo del Buon Governo           | Alleanza Nazionale                 | 24.083  | 22,9 |
| Forza Italia                         | Polo del Buon Governo           | 23.349                             | 22,2    |      |
| ↳ Gesamt                             | Polo del Buon Governo           | 47.432                             | 45,1    |      |
|                                      | Progressisti                    | Partito Democratico della Sinistra | 26.251  | 25,0 |
| Partito della Rifondazione Comunista | Progressisti                    | 9.073                              | 8,6     |      |
| Partito Socialista Italiano          | Progressisti                    | 1.803                              | 1,7     |      |
| Alleanza Democratica                 | Progressisti                    | 1.697                              | 1,6     |      |
| ↳ Gesamt                             | Progressisti                    | 38.824                             | 36,9    |      |
|                                      | Patto per l’Italia              | Partito Popolare Italiano          | 13.998  | 13,3 |
|                                      | Lista Marco Pannella            | Lista Marco Pannella               | 4.342   | 4,1  |
|                                      | Movimento Cristiano Democratico | Movimento Cristiano Democratico    | 504     | 0,5  |
| Gesamt                               | Gesamt                          | Gesamt                             | 105.100 | 100  |
|                                      |                                 |                                    |         |      |
| Ungültige Stimmen                    | Ungültige Stimmen               | Ungültige Stimmen                  | 7.741   | 6,9  |
| Wähler                               | Wähler                          | Wähler                             | 112.841 | 92,8 |
| Wahlberechtigte                      | Wahlberechtigte                 | Wahlberechtigte                    | 121.559 |      |
|                                      |                                 |                                    |         |      |
| Quelle: Innenministerium             |                                 |                                    |         |      |

#### Parlamentswahl 1996

##### Direktstimmen
| Kandidaten               | Kandidaten              | Parteien            | Stimmen | %    |
| ------------------------ | ----------------------- | ------------------- | ------- | ---- |
|                          | Giuseppe Fioronigewählt | L’Ulivo             | 49.050  | 47,2 |
|                          | Ferdinando Signorelli   | Polo per le Libertà | 48.947  | 47,1 |
|                          | Giancarlo Gabbianelli   | Fiamma Tricolore    | 5.873   | 5,7  |
| Gesamt                   | Gesamt                  | Gesamt              | 103.870 | 100  |
|                          |                         |                     |         |      |
| Ungültige Stimmen        | Ungültige Stimmen       | Ungültige Stimmen   | 8.401   | 7,5  |
| Wähler                   | Wähler                  | Wähler              | 112.271 | 90,6 |
| Wahlberechtigte          | Wahlberechtigte         | Wahlberechtigte     | 123.906 |      |
|                          |                         |                     |         |      |
| Quelle: Innenministerium |                         |                     |         |      |

##### Listenstimmen
| Parteien                                          | Parteien                             | Parteien                             | Stimmen | %    |
| ------------------------------------------------- | ------------------------------------ | ------------------------------------ | ------- | ---- |
|                                                   | Polo per le Libertà                  | Alleanza Nazionale                   | 25.788  | 24,7 |
| Forza Italia                                      | Polo per le Libertà                  | 22.343                               | 21,4    |      |
| CCD – CDU                                         | Polo per le Libertà                  | 5.993                                | 5,7     |      |
| ↳ Gesamt                                          | Polo per le Libertà                  | 54.124                               | 51,8    |      |
|                                                   | L’Ulivo                              | Partito Democratico della Sinistra   | 23.733  | 22,7 |
| Popolari per Prodi (PPI – SVP – PRI – UD – Prodi) | L’Ulivo                              | 7.041                                | 6,7     |      |
| Rinnovamento Italiano                             | L’Ulivo                              | 3.786                                | 3,6     |      |
| Federazione dei Verdi                             | L’Ulivo                              | 2.161                                | 2,1     |      |
| ↳ Gesamt                                          | L’Ulivo                              | 36.721                               | 35,1    |      |
|                                                   | Partito della Rifondazione Comunista | Partito della Rifondazione Comunista | 11.120  | 10,6 |
|                                                   | Fiamma Tricolore                     | Fiamma Tricolore                     | 2.525   | 2,4  |
| Gesamt                                            | Gesamt                               | Gesamt                               | 104.490 | 100  |
|                                                   |                                      |                                      |         |      |
| Ungültige Stimmen                                 | Ungültige Stimmen                    | Ungültige Stimmen                    | 7.790   | 6,9  |
| Wähler                                            | Wähler                               | Wähler                               | 112.280 | 90,6 |
| Wahlberechtigte                                   | Wahlberechtigte                      | Wahlberechtigte                      | 123.906 |      |
|                                                   |                                      |                                      |         |      |
| Quelle: Innenministerium                          |                                      |                                      |         |      |

#### Parlamentswahl 2001

##### Direktstimmen
| Kandidaten               | Kandidaten            | Parteien           | Stimmen | %    |
| ------------------------ | --------------------- | ------------------ | ------- | ---- |
|                          | Marcello Meroigewählt | Casa delle Libertà | 52.679  | 50,4 |
|                          | Giuseppe Fioroni      | L’Ulivo            | 43.452  | 41,5 |
|                          | Goffredo Taborri      | Democrazia Europea | 3.076   | 2,9  |
|                          | Vittorio Di Battista  | Lista Di Pietro    | 2.831   | 2,7  |
|                          | Giulio Feliziani      | Lista Emma Bonino  | 2.554   | 2,4  |
| Gesamt                   | Gesamt                | Gesamt             | 104.592 | 100  |
|                          |                       |                    |         |      |
| Ungültige Stimmen        | Ungültige Stimmen     | Ungültige Stimmen  | 7.485   | 6,7  |
| Wähler                   | Wähler                | Wähler             | 112.077 | 88,1 |
| Wahlberechtigte          | Wahlberechtigte       | Wahlberechtigte    | 127.183 |      |
|                          |                       |                    |         |      |
| Quelle: Innenministerium |                       |                    |         |      |

##### Listenstimmen
| Parteien                               | Parteien                             | Parteien                             | Stimmen | %    |
| -------------------------------------- | ------------------------------------ | ------------------------------------ | ------- | ---- |
|                                        | Casa delle Libertà                   | Forza Italia                         | 31.342  | 30,1 |
| Alleanza Nazionale                     | Casa delle Libertà                   | 21.635                               | 20,8    |      |
| CCD – CDU                              | Casa delle Libertà                   | 2.768                                | 2,7     |      |
| Nuovo PSI                              | Casa delle Libertà                   | 1.089                                | 1,0     |      |
| ↳ Gesamt                               | Casa delle Libertà                   | 56.834                               | 54,5    |      |
|                                        | L’Ulivo                              | Democratici di Sinistra              | 19.713  | 18,9 |
| La Margherita (Dem – PPI – RI – Udeur) | L’Ulivo                              | 10.179                               | 9,8     |      |
| Partito dei Comunisti Italiani         | L’Ulivo                              | 2.098                                | 2,0     |      |
| Il Girasole (FdV – SDI)                | L’Ulivo                              | 1.490                                | 1,4     |      |
| ↳ Gesamt                               | L’Ulivo                              | 33.480                               | 32,1    |      |
|                                        | Partito della Rifondazione Comunista | Partito della Rifondazione Comunista | 6.328   | 6,1  |
|                                        | Lista Di Pietro                      | Lista Di Pietro                      | 2.848   | 2,7  |
|                                        | Democrazia Europea                   | Democrazia Europea                   | 2.366   | 2,3  |
|                                        | Lista Emma Bonino                    | Lista Emma Bonino                    | 2.230   | 2,1  |
|                                        | Paese Nuovo                          | Paese Nuovo                          | 97      | 0,1  |
|                                        | Abolizione Scorporo                  | Abolizione Scorporo                  | 71      | 0,1  |
| Gesamt                                 | Gesamt                               | Gesamt                               | 104.254 | 100  |
|                                        |                                      |                                      |         |      |
| Ungültige Stimmen                      | Ungültige Stimmen                    | Ungültige Stimmen                    | 7.840   | 7,0  |
| Wähler                                 | Wähler                               | Wähler                               | 112.094 | 88,1 |
| Wahlberechtigte                        | Wahlberechtigte                      | Wahlberechtigte                      | 127.183 |      |
|                                        |                                      |                                      |         |      |
| Quelle: Innenministerium               |                                      |                                      |         |      |

## Von 2017 bis 2020

### Wahlkreisgebiet
Der Wahlkreis umfasste 57 Gemeinden; genauer gesagt, 57 von 60 Gemeinden der Provinz Viterbo: Acquapendente, Arlena di Castro, Bagnoregio, Barbarano Romano, Bassano in Teverina, Bassano Romano, Blera, Bolsena, Bomarzo, Calcata, Canepina, Capodimonte, Capranica, Caprarola, Carbognano, Castel Sant’Elia, Castiglione in Teverina, Celleno, Cellere, Civita Castellana, Civitella d’Agliano, Corchiano, Fabrica di Roma, Faleria, Farnese, Gallese, Gradoli, Graffignano, Grotte di Castro, Ischia di Castro, Latera, Lubriano, Marta, Monte Romano, Montefiascone, Monterosi, Nepi, Onano, Oriolo Romano, Orte, Piansano, Proceno, Ronciglione, San Lorenzo Nuovo, Soriano nel Cimino, Sutri, Tessennano, Tuscania, Valentano, Vallerano, Vasanello, Vejano, Vetralla, Vignanello, Villa San Giovanni in Tuscia, Viterbo und Vitorchiano.

### Wahlergebnisse

#### Parlamentswahl 2018
| Kandidaten               | Kandidaten            | Stimmen | %    | Listen                                      | Stimmen | %    |
| ------------------------ | --------------------- | ------- | ---- | ------------------------------------------- | ------- | ---- |
|                          | Mauro Rotelligewählt  | 65.443  | 40,0 | Lega                                        | 29.733  | 18,2 |
| Forza Italia             | Mauro Rotelligewählt  | 65.443  | 40,0 | 21.285                                      | 13,0    |      |
| Fratelli d’Italia        | Mauro Rotelligewählt  | 65.443  | 40,0 | 12.810                                      | 7,8     |      |
| Noi con l’Italia – UDC   | Mauro Rotelligewählt  | 65.443  | 40,0 | 1.615                                       | 1,0     |      |
|                          | Elisa Galeani         | 53.222  | 32,5 | Movimento 5 Stelle                          | 53.222  | 32,5 |
|                          | Giuseppe Fioroni      | 31.950  | 19,5 | Partito Democratico                         | 27.796  | 17,0 |
| +Europa                  | Giuseppe Fioroni      | 31.950  | 19,5 | 2.770                                       | 1,7     |      |
| Civica Popolare          | Giuseppe Fioroni      | 31.950  | 19,5 | 750                                         | 0,5     |      |
| Italia Europa Insieme    | Giuseppe Fioroni      | 31.950  | 19,5 | 634                                         | 0,4     |      |
|                          | Umberto Ciucciarelli  | 4.391   | 2,7  | CasaPound Italia                            | 4.391   | 2,7  |
|                          | Patrizia Berlenghini  | 3.879   | 2,4  | Liberi e Uguali                             | 3.879   | 2,4  |
|                          | Roberta Leoni         | 2.087   | 1,3  | Potere al Popolo!                           | 2.087   | 1,3  |
|                          | Massimo Recchioni     | 1.101   | 0,7  | Partito Comunista                           | 1.101   | 0,7  |
|                          | Guido Pianeselli      | 815     | 0,5  | Il Popolo della Famiglia                    | 815     | 0,5  |
|                          | Valeria Ricca         | 185     | 0,1  | Per una Sinistra Rivoluzionaria (SCR – PCL) | 185     | 0,1  |
|                          | Alessandro Diotallevi | 138     | 0,1  | Lista del Popolo per la Costituzione        | 138     | 0,1  |
|                          | –                     | 594     | 0,4  | Italia agli Italiani (FT – FN)              | 594     | 0,4  |
| Gesamt                   | Gesamt                | 163.805 | 100  |                                             | 163.805 | 100  |
|                          |                       |         |      |                                             |         |      |
| Ungültige Stimmen        | Ungültige Stimmen     | 6.012   | 3,5  |                                             |         |      |
| Wähler                   | Wähler                | 169.817 | 76,4 |                                             |         |      |
| Wahlberechtigte          | Wahlberechtigte       | 222.392 |      |                                             |         |      |
|                          |                       |         |      |                                             |         |      |
| Quelle: Innenministerium |                       |         |      |                                             |         |      |

## Seit 2020

### Wahlkreisgebiet
| Wahlkreise – Camera dei deputati – Latium | Wahlkreise – Camera dei deputati – Latium | Wahlkreise – Camera dei deputati – Latium |
| Provinz                                   | Provinz                                   | Gemeinden nach Provinzen ⮞ Wahlkreis |
| ----------------------------------------- | ----------------------------------------- | --- |
|                                           | Metropolitanstadt Rom (121 Gemeinden)     | ↳ Latium 1: Teil Roms ⮞ Wahlkreis Rom – Municipio I Teil Roms ⮞ Wahlkreis Rom – Municipio III Teil Roms ⮞ Wahlkreis Rom – Municipio V 1 + Teil Roms ⮞ Wahlkreis Rom – Municipio VII 1 + Teil Roms ⮞ Wahlkreis Rom – Municipio X 1 + Teil Roms ⮞ Wahlkreis Rom – Municipio XI Teil Roms ⮞ Wahlkreis Rom – Municipio XIV 63 ⮞ Wahlkreis Guidonia Montecelio 18 ⮞ Wahlkreis Velletri ↳ Latium 2: 30 ⮞ Wahlkreis Rieti 6 ⮞ Wahlkreis Viterbo |
|                                           | Provinz Frosinone (91 Gemeinden)          | 60 ⮞ Wahlkreis Frosinone 31 ⮞ Wahlkreis Terracina |
|                                           | Provinz Latina (33 Gemeinden)             | 17 ⮞ Wahlkreis Latina 16 ⮞ Wahlkreis Terracina |
|                                           | Provinz Rieti (73 Gemeinden)              | alle ⮞ Wahlkreis Rieti |
|                                           | Provinz Viterbo (60 Gemeinden)            | 48 ⮞ Wahlkreis Viterbo 12 ⮞ Wahlkreis Rieti |

Der Wahlkreis umfasst 54 Gemeinden:
- 48 Gemeinden der Provinz Viterbo (Acquapendente, Arlena di Castro, Bagnoregio, Barbarano Romano, Bassano in Teverina, Bassano Romano, Blera, Bolsena, Bomarzo, Canepina, Canino, Capodimonte, Capranica, Caprarola, Castiglione in Teverina, Celleno, Cellere, Civitella d’Agliano, Farnese, Gradoli, Graffignano, Grotte di Castro, Ischia di Castro, Latera, Lubriano, Marta, Montalto di Castro, Monte Romano, Montefiascone, Onano, Oriolo Romano, Orte, Piansano, Proceno, Ronciglione, San Lorenzo Nuovo, Soriano nel Cimino, Sutri, Tarquinia, Tessennano, Tuscania, Valentano, Vasanello, Vejano, Vetralla, Villa San Giovanni in Tuscia, Viterbo, Vitorchiano);
- 6 Gemeinden der Metropolitanstadt Rom (Allumiere, Cerveteri, Civitavecchia, Ladispoli, Santa Marinella und Tolfa).

### Wahlergebnisse

#### Parlamentswahl 2022
| Kandidaten                          | Kandidaten           | Stimmen | %    | Listen                                                  | Stimmen | %    |
| ----------------------------------- | -------------------- | ------- | ---- | ------------------------------------------------------- | ------- | ---- |
|                                     | Mauro Rotelligewählt | 106.559 | 52,8 | Fratelli d’Italia                                       | 74.601  | 37,0 |
| Forza Italia                        | Mauro Rotelligewählt | 106.559 | 52,8 | 15.655                                                  | 7,8     |      |
| Lega per Salvini Premier            | Mauro Rotelligewählt | 106.559 | 52,8 | 15.189                                                  | 7,5     |      |
| Noi Moderati                        | Mauro Rotelligewählt | 106.559 | 52,8 | 1.114                                                   | 0,6     |      |
|                                     | Linda Ferretti       | 42.961  | 21,3 | Partito Democratico – Italia Democratica e Progressista | 31.824  | 15,8 |
| Alleanza Verdi e Sinistra           | Linda Ferretti       | 42.961  | 21,3 | 6.134                                                   | 3,0     |      |
| +Europa                             | Linda Ferretti       | 42.961  | 21,3 | 4.094                                                   | 2,0     |      |
| Impegno Civico – Centro Democratico | Linda Ferretti       | 42.961  | 21,3 | 909                                                     | 0,5     |      |
|                                     | Rosita Cicoria       | 28.316  | 14,0 | Movimento 5 Stelle                                      | 28.316  | 14,0 |
|                                     | Luisa Ciambella      | 12.524  | 6,2  | Azione – Italia Viva                                    | 12.524  | 6,2  |
|                                     | Stefania Ranieri     | 4.653   | 2,3  | Italexit per l’Italia                                   | 4.653   | 2,3  |
|                                     | Andrea Nisi          | 3.371   | 1,7  | Italia Sovrana e Popolare                               | 3.371   | 1,7  |
|                                     | Massimo Ranucci      | 3.362   | 1,7  | Unione Popolare                                         | 3.362   | 1,7  |
| Gesamt                              | Gesamt               | 201.746 | 100  |                                                         | 201.746 | 100  |
|                                     |                      |         |      |                                                         |         |      |
| Ungültige Stimmen                   | Ungültige Stimmen    | 8.068   | 3,8  |                                                         |         |      |
| Wähler                              | Wähler               | 209.814 | 65,7 |                                                         |         |      |
| Wahlberechtigte                     | Wahlberechtigte      | 319.192 |      |                                                         |         |      |
|                                     |                      |         |      |                                                         |         |      |
| Quelle: Innenministerium            |                      |         |      |                                                         |         |      |